# Каллисто (роман)
«Калли́сто» (другое название «Планетный гость») — научно-фантастический роман 1957 года советского писателя Георгия Мартынова. Первый роман дилогии, второй роман которой — «Каллистяне» (1960).

## Сюжет
Действие романа происходит в Советском Союзе в недалёком будущем относительно времени его написания.
Космический корабль, имеющий форму белого шара 30-метрового диаметра, замеченный земными астрономами ещё при подлёте к Земле, опускается на её поверхность на территории СССР, в Курской области, в десяти километрах к югу от посёлка Золотухино.
Вокруг севшего корабля организуется временный лагерь, живущие в котором советские и иностранные учёные и журналисты с нетерпением ждут встречи с пришельцами, однако экипаж корабля выходит из него только через 19 дней, 15 августа. Люди и пришельцы (высокие чернокожие гуманоиды) начинают изучать друг друга. Выясняется, что гости прилетели с планеты из системы Сириуса, на которой давно построен коммунизм. У людей эта планета получает название «Каллисто» (название не имеет отношения к спутнику Юпитера), по приблизительному созвучию с её труднопроизносимым оригинальным названием, а её жителей называют «каллистяне».
Каллистяне изучают жизнь землян и делятся с ними информацией о своих технологиях (новые химические элементы, медицинские технологии, принципы конструкции реактивных двигателей и т. д.). Капиталистические страны опасаются, что технологии будут монополизированы СССР и использованы в военных целях. Агент разведки некоей неназванной крупной державы предпринимает попытку убить каллистян и разрушить их корабль, однако эта диверсия терпит неудачу.
Каллистяне улетают на свою планету, с ними летят два молодых землянина — врач Пётр Широков и астроном Георгий Синяев. Описанию их полёта и пребывания в системе Сириуса посвящена вторая книга дилогии — «Каллистяне».

## Отзывы на роман
Роман был очень тепло принят детской аудиторией, в рейтинге детских библиотек он долго занимал первые места. Дилогия про Каллисто стала первым произведением отечественной фантастики, породившим неведомое тогда в СССР явление — создание фан-клубов. При детских библиотеках десятками формировались общества поклонников романов, которые писали продолжения — книги и рассказы из мира Каллисто (то, что сейчас называется фанфиками), создавали музеи Каллисто, составляли энциклопедию Каллисто, и так далее.
Вызвал роман Мартынова и критические отзывы — в частности, его критиковали за штампы, отсутствие фантазии и ярких характеров.

## Публикации романа

### На русском языке
- Мартынов Г. Планетный гость: Фантаст. повесть (Сокр.) / Рис. А. Побединского // Юность. — 1957. — № 9 (С. 44—63), 10 (С. 72—101).
- Мартынов Г. Каллисто: Науч.-фантаст. роман / Рис. Л. Рубинштейна. — Л.: Детгиз, 1957. — 256 с. — 90 000 экз.
- Мартынов Г. Каллисто: Науч.-фантаст. роман / Рис. Л. Рубинштейна. — Ташкент: Объед. изд-во «Кзыл Узбекистан», «Правда Востока», «Узбекистони сурх», 1958. — 260 с. — 45 000 экз.
- Мартынов Г. Каллисто: Науч.-фантаст. роман: [В 2 кн.] / Рис. Л. Рубинштейна. — Л.: Детгиз, 1962. — 541 с. — 100 000 экз.
- Мартынов Г. Каллисто: Науч.-фантаст. роман: [В 2 кн.] / Худож. В. Мишин. — Л.: Лениздат, 1989. — 479 с. — 200 000 экз. — ISBN 5-289-00457-2.

### На других языках
- Мартынов Г. Калисто / пер. на болгарский Е. Хаджиева. — София: Нар. культура, 1963. — 96 с.
- Мартынов Г. Каллисто / пер. на китайский Ван Чунлян. — Пекин: Чжунго циннянь чубаньшэ, 1958.
- Мартынов Г. Каллисто / пер. на корейский Хан Тон Хо. — Пхеньян: Адон тосо чхульпханса, 1959. — 310 с.
- Мартынов Г. Каллисто гариг / пер. на монгольский П. Батаа. — Улан-Батор: Улсын хэвлэлийн газар, 1969. — 557 с.